# 10140 Villon
10140 Villon este o planetă minoră (asteroid), cu un diametru de 4,785 km, din centura de asteroizi. A fost descoperită pe 19 septembrie 1993 la observatoire de la Côte d'Azur⁠(d) de Eric Walter Elst și a fost numită după François Villon. 
Obiectul prezintă o orbită caracterizată de o semiaxă mare de 2,420283 UAi, o excentricitate de 0,13, o înclinație de 2,61888 ° în raport cu ecliptica.